# Карлос Осоро Сьєрра
Карлос Осоро Сьєрра (ісп. Carlos Osoro Sierra; нар. 16 травня 1945, Кастаньєда, Іспанія) — іспандський кардинал, Архієпископ Мадрида (2016—2023) та Ординарій для вірних східного обряду в Іспанії (2016—2024).

## Життєпис
Він народився 16 травня 1945 року в кантабрійському муніципалітеті Кастаньєда (Іспанія).
Він вивчав педагогіку та математику.
Він викладав у школі Ла Саль (Сантандер) протягом 1964-1965 навчального року. Потім вступив до Коледжу Майора Ель-Сальвадор у Саламанці, де здобув ступінь з філософії та теології.

## Священство
Його священицьке висвячення відбулося 29 липня 1973 року єпископом Хуаном Антоніо дель Валь Галло в парафії Богоматері Б'єн Апаресіда в Сантандері у віці 28 років та стає частиною єпархії Сантандер.
Його першим пастирським призначенням була парафія Успіння Пресвятої Богородиці в Торрелавезі (Кантабрія), де він був частиною священицької команди та працював переважно у сфері молодіжного служіння.
У 1975 році його було призначено генеральним секретарем пастирської служби, делегатом з питань апостоляту мирян, семінарій та пастирства покликань, а також генеральним вікарієм пастирської служби єпархії Сантандер.
У 1976 році Генеральний вікаріат пастирської опіки та юридичного управління були об'єднані, і його було призначено генеральним вікарієм. Він обіймав цю посаду до 1993 року, коли був призначений каноніком кафедрального собору Сантандера, а в 1977 році — президентом.
У 1977 році його було призначено ректором Сантандерської семінарії. У 1994 році його було призначено деканом кафедрального собору Сантандера.
У 1996 році він був директором асоційованого центру Міжнародного інституту дистанційної теології та Вищого інституту релігійних наук Сан-Агустіна, що входить до складу Міжнародного інституту та Папського університету Комільяс.

## Єпископат

### Єпископ Оренсе
27 грудня 1996 року Папа Іван Павло II призначив його єпископом Оренсе. Він був освячений 22 лютого 1997 року в катедрі Оренсе апостольським нунцієм в Іспанії Лайошем Када. Він прийняв канонічне посідання того ж дня після висвячення.
Голова Єпископської комісії духовенства в Центральній та Східній Європі (1999-2005).

### Архієпископ Ов'єдо
7 січня 2002 року його було призначено архієпископом Ов'єдо.
У вересні 2006 року він скликав єпархіальний синод, щоб поміркувати над викликами, з якими стикається Церква в Ов'єдо в новому столітті.
З 23 вересня 2006 року по 27 липня 2007 року він обіймав посаду апостольського адміністратора вакантної кафедри Сантандера.
Член Виконавчого комітету ЄЕС (2005—2008).

### Архієпископ Валенсії
8 січня 2009 року Папа Бенедикт XVI призначив його архієпископом Валенсії. Він прийняв канонічне володіння 18 квітня того ж року під час церемонії в соборі Санта-Марія-де-Валенсія.
29 червня наступного року на церемонії в базиліці Святого Петра він отримав церемонію накладання архієпископською палицею з рук Папи Бенедикта XVI.
Член Виконавчого комітету ЄЕК (2008—2011).
У 2011 році його було обрано президентом Єпископської комісії з питань апостоляту мирян.

### Архієпископ Мадрида

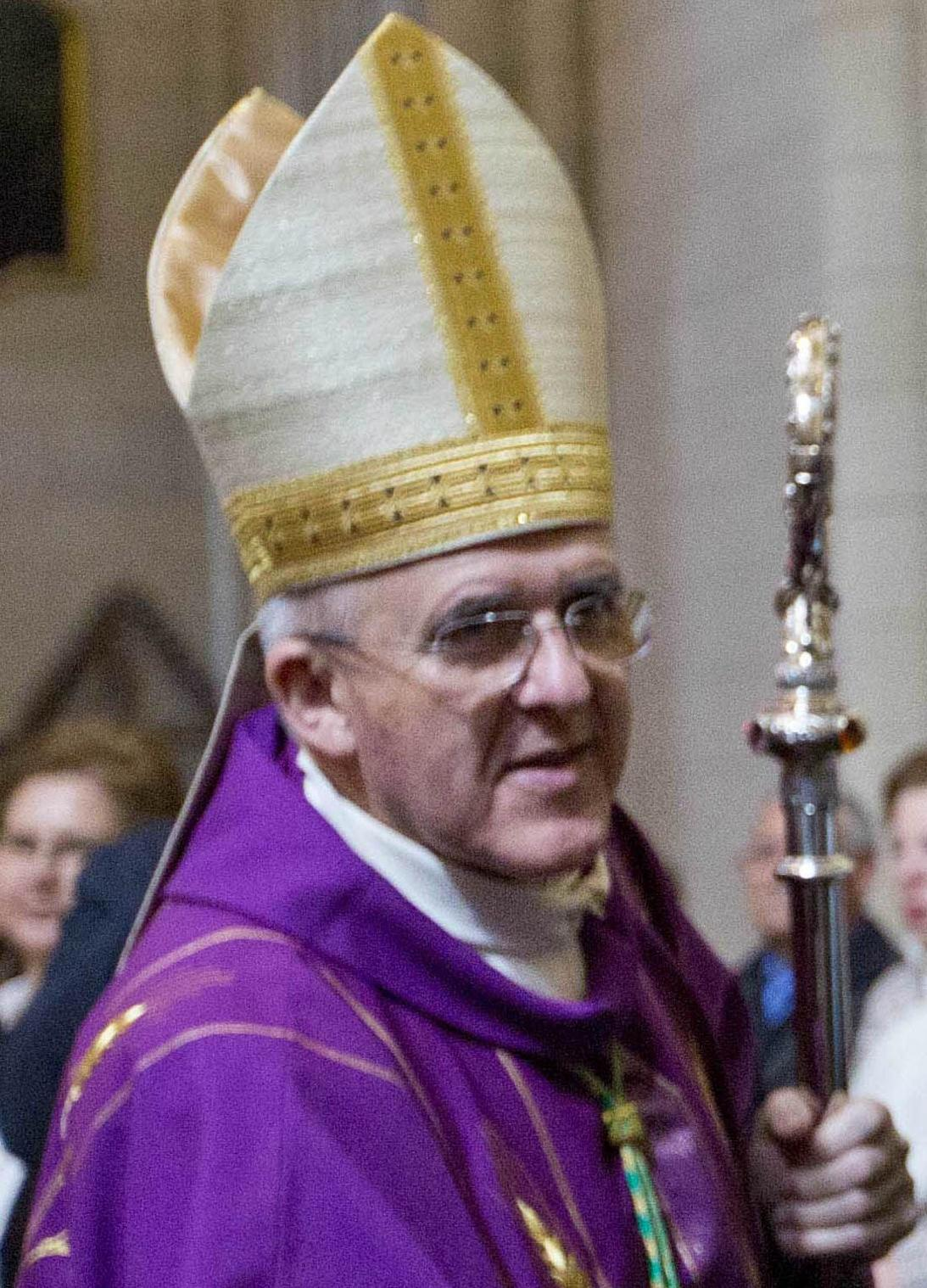
Осоро у березні 2015 року.

28 серпня 2014 року Папа Франциск призначив його архієпископом Мадрида. Він прийняв кафедру 25 жовтня того ж року під час церемонії в Мадридському соборі. Як архієпископ Мадрида, він обійняв посаду Великого канцлера Церковного університету Сан-Дамасо.
29 червня 2015 року на церемонії в базиліці Святого Петра він отримав архієпископський паллій від Папи Франциска. 1 листопада, на церемонії в Мадридському соборі Альмудена, він отримав накладення архієпископського паллія з рук архієпископа Ренцо Фратіні.
12 березня 2014 року на Пленарній асамблеї CIII його обрали віцепрезидентом Єпископської конференції, посаду, яку він обіймав до 2017 року.
У 2020 році він подав заяву про відставку, як того вимагає Кодекс канонічного права. 12 червня 2023 року Папа Франциск прийняв його відставку з посади архієпископа Мадрида, одночасно призначивши його наступника. Він виконував обов'язки апостольського адміністратора sede vacante до 8 липня, дня інсталяції свого наступника.

### Ординарій для вірних східного обряду в Іспанії
9 червня 2016 року Папа Франциск заснував Ординаріат для вірних східного обряду в Іспанії, призначивши його першим ординарієм.
У 2020 році він подав заяву про відставку, як того вимагає Кодекс канонічного права. 1 березня 2024 року його відставку з посади ординарія для вірних східних обрядів в Іспанії було прийнято, і одночасно було призначено його наступника.

### Кардинал
19 листопада 2016 року Папа Франциск посвятив його в кардинали, присвоївши йому титул Санта-Марія-ін-Трастевере.
За папським призначенням, він був членом XIV Звичайної Ради Генерального секретаріату Синоду єпископів з 2015 по 2018 рік.
У Римській курії він є членом Конгрегації Східних Церков (з 15 травня 2019 року) та членом Папської комісії у справах Латинської Америки (з 7 грудня 2020 року). Він також був членом Конгрегації католицької освіти (2017—2022).
Протягом Страсного тижня 2019 року він проповідував Проповідь семи слів у Вальядоліді

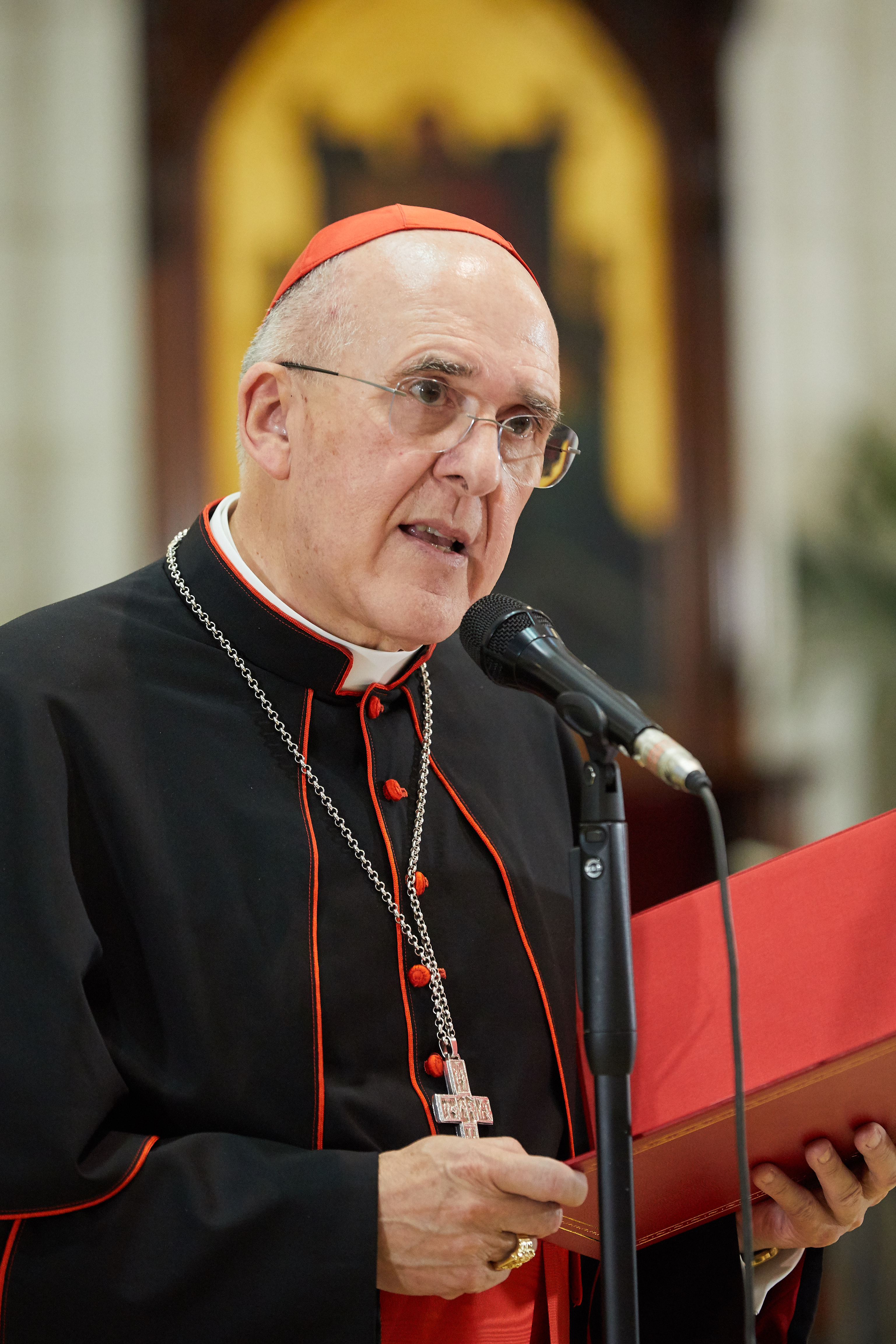
Осоро у 2019 році.